# Pseudocercospora talisiae
Pseudocercospora talisiae är en svampart som beskrevs av U. Braun & F.O. Freire 2003. Pseudocercospora talisiae ingår i släktet Pseudocercospora och familjen Mycosphaerellaceae.   Inga underarter finns listade i Catalogue of Life.